# Município de Mississinawa
O município de Mississinawa (em inglês: Mississinawa Township) é um município localizado no condado de Darke no estado estadounidense de Ohio. No ano de 2010 tinha uma população de 752 habitantes e uma densidade populacional de 9,9 pessoas por km².

## Geografia
O município de Mississinawa encontra-se localizado nas coordenadas 40° 18′ 46″ N, 84° 45′ 37″ O. Segundo a Departamento do Censo dos Estados Unidos, o município tem uma superfície total de 75.95 km², da qual 75,83 km² correspondem a terra firme e (0,16 %) 0,12 km² é água.

## Demografia
Segundo o censo de 2010, tinha 752 pessoas residindo no município de Mississinawa. A densidade populacional era de 9,9 hab./km². Dos 752 habitantes, o município de Mississinawa estava composto pelo 97,87 % brancos, o 0,13 % eram amerindios, o 0,27 % eram asiáticos, o 0,8 % eram de outras raças e o 0,93 % eram de uma mistura de raças. Do total da população o 1,99 % eram hispanos ou latinos de qualquer raça.